# マリー・ド・ロレーヌ (1674-1724)

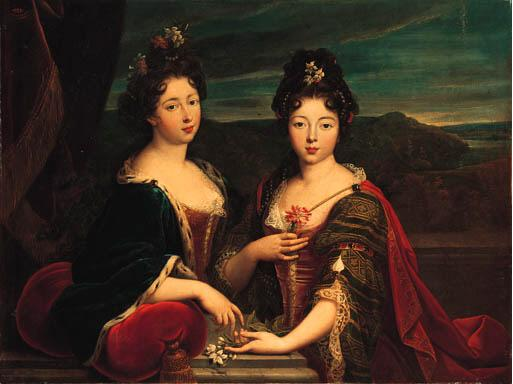
マリー（向かって左側）と妹シャルロット（右側）、ニコラ・フーシェ画

マリー・ド・ロレーヌ（Marie de Lorraine, 1674年8月12日 - 1724年10月30日）は、ブルボン朝時代フランスの貴族女性。モナコ公アントワーヌ1世の妃。

## 生涯
フランス王室厩舎長の職にあったアルマニャック伯ルイと、ヴィルロワ元帥の娘カトリーヌ・ド・ヌフヴィルの間の14人の子のうちの9番目として誕生。一家はギーズ家の末裔であり、フランス宮廷ではプランス・エトランジェ（他国の諸侯）の高位にあった。独身時代はアルマニャック姫（Mademoiselle d'Armagnac）と呼ばれた。
ルイ14世王の意向で、モナコ公の継嗣ヴァランティノワ公爵アントワーヌとの縁談が取り決められた。2人の婚姻契約は1688年6月8日に成立し、5日後の6月13日、2人はヴェルサイユ王室礼拝堂で宮廷司祭長ピエール・デュ・カンブ・ド・コワランの司式により結婚した。2人の婚姻契約の際、ルイ14世は両家の身分の釣り合いを取るため、花婿側グリマルディ家にもプランス・エトランジェの身分を認めるとした 。
マリーはその際立った美貌で知られた。マントノン夫人は「王国中で最も魅力的な女性の1人」と、ラファイエット夫人は「王国のご婦人方の中で最も洗練された浮気女」と評した。サン＝シモン公爵は以下のように書き残した、「ヴァランティノワ公爵夫人は魅力的な若い女性で、両親に甘やかされ、ロレーヌ家の周辺に出入りする宮廷人たちの注目を浴びて育ち…宮廷で最も華やかな若者たちの主たる羨望の的になっていた。彼女の夫は、非常に繊細にも、［妻より］優位に立つことができないと自覚していた」。
1692年、夫の公爵は従軍中にマリーを実家のモナコへ連れ帰った。このモナコ滞在時、彼女は舅のモナコ公ルイ1世から性的に誘惑されたと主張し、スキャンダルとして取り沙汰された 。おそらくこの出来事が理由となり、翌1693年にはパリへ戻ることを許された。1697年には公爵夫妻は再びモナコへ戻った。夫が1701年にモナコ公位を継ぐと、マリーもモナコ公妃となった。夫妻には男子が無く、最年長の娘ルイーズ＝イポリットが父の後継者と決められた。
夫はやがて彼女に隠れて不貞を働くようになり、多くの私生児をもうけた。夫婦は家庭内別居しており、モナコ公は「ジャルディネット（Giardinetto）」と名付けた屋敷に愛人と住み、マリーは「モン・デゼール（Mon Desert）」と名付けた居館に住んだ。夫婦関係は不幸ではあるが平和的だった。
1712年以降、マリーはモナコを離れて頻繁にヴェルサイユ宮廷に顔を出すようになった。1724年、末娘の縁談を進めていた矢先に50歳で亡くなり、モナコの聖ニコラ大聖堂に葬られた。

## 子女
- カトリーヌ・シャルロット（1690年 - 1696年） - 「モナコ姫」
- ルイーズ・イポリット（1697年 - 1731年） - モナコ女公、1715年ジャック・ド・ゴヨン・ド・マティニョンと結婚
- エリーザベト・シャルロット（1698年 - 1702年） - 「ヴァランティノワ姫」
- マルグリット・カミーユ（1700年 - 1758年） - 「カルラデス姫」、1720年イザンギャン公ルイ・ド・ガン・ド・メロード・ド・モンモランシー（フランス語版）と結婚
- マリー・デヴォテ（1702年 - 1703年） - 「デ・ボー姫」
- マリー・ペリーヌ（フランス語版）（1708年 - 1724年） - 「シャブイユ姫」、チェンバリスト

## 引用・脚注
1. 1 2  van de Pas, Leo. “Marie de Lorraine”. Genealogics.org. 2010年3月1日閲覧。
2. ↑  Velde, François. “The French Royal Family: Titles and Customs – Formal Styles”. Heraldica.org. 2010年10月23日閲覧。
3. ↑  Rabutin, Roger de, Correspondance de Roger de Rabutin, Comte de Bussy avec sa Famille et ses Amis, p. 134
4. 1 2 3 4 5 6 7 8 9  “Portrait of Marie de Lorraine, Duchess of Valentinois and her sister Charlotte de Lorraine, Mademoiselle d'Armagnac”. Christie's.org. 2010年10月23日閲覧。
5. ↑  Levantal, Christophe, Ducs et pairs et duchés-pairies laïques à l'époque moderne : (1519-1790) Maisonneuve & Larose, 1996, p. 952
6. ↑  Spangler, Jonathan, The Society of Princes: the Lorraine-Guise and the conservation of power and wealth in seventeenth-century France, Ashgate Publishing, Ltd., 2009, p. 136
7. ↑  Vatout, Jean, Le château d'Eu: notices historiques, Volume 4, 1836, p. 284